# Lézat-sur-Lèze
Lézat-sur-Lèze é uma comuna francesa na região administrativa de Midi-Pyrénées, no departamento de Ariège.
O vila de Lézat-sur-LèzeA está localizada às margens do rio Lèze, a cerca de 40 km ao sul de Toulouse. A cidade cresceu em torno de uma abadia do século X a quem o Conde de Foix confiou as relíquias de Santo Antônio, o eremita.

## Fundação
A data de fundação da cidade é controversa. A lenda conta que em 842 um  visconde de Béziers, Antoine Benoît, fundou um monastério a Lézat. As fontes históricas, no entanto, situam a criação deste monastério por volta do ano 940, que teria sido fundado com o apoio de um importante visconde de Toulouse, Antoine-Benoît, com parentesco com a influente casa de Carcassonne.
Os dons feitos por algumas famílias influentes, as peregrinações e a freqüentação das fontes hídricas deram à abadia uma importância regional. A cidade guardou belos vestígios desta época : casas em estilo enxaimel, igreja gótica, palácio da abadia que se tornou prefeitura… A economia local, baseada durante muito tempo na agricultura, diversificou-se bastante, e hoje em dia a cidade atrai habitantes de Toulouse (40 km) pela sua qualidade de vida e diversidade econômica e associativa.